# Micoud (dystrykt)

Dystrykt Micoud

Micoud – dystrykt w Saint Lucia. Stolicą dystryktu jest Micoud. Dystrykt zajmuje powierzchnię 78 km² i jest jednym z 11 dystryktów wchodzących w skład państwa Saint Lucia. Liczba ludności to 17 153, a gęstość zaludnienia wynosi 219,9 osób/km².